# Afrika-Cup 1968/Qualifikation
Insgesamt 22 Mannschaften meldeten sich zur Teilnahme zum Afrika-Cup 1968 in Äthiopien.
Titelverteidiger Ghana und Gastgeber Äthiopien waren fix für die Endrunde gesetzt, 20 weitere Mannschaften gingen in die Qualifikation.
Diese wurden in sechs Qualifikationsgruppen eingeteilt:
- Vier Dreiergruppen: Gespielt wurde jeder gegen jeden mit Hin- und Rückspielen.
- Zwei Vierergruppen: Gespielt wurde im KO-System mit Hin- und Rückspielen.

## Qualifizierte Mannschaften
- Ghana (Titelverteidiger)
- Äthiopien (Gastgeber)
- Senegal
- Algerien
- Elfenbeinküste
- Uganda
- Republik Kongo
- Demokratische Republik Kongo

## Spiele

### Gruppe 1
| Pl.                                 | Land    | Sp. | S | U | N | Tore    | Diff. | Punkte |
| ----------------------------------- | ------- | --- | - | - | - | ------- | ----- | ------ |
| 1.                                  | Guinea  | 4   | 2 | 1 | 1 | 009:600 | +3    | 05:30  |
| 1.                                  | Senegal | 4   | 2 | 1 | 1 | 009:600 | +3    | 05:30  |
| 3.                                  | Liberia | 4   | 0 | 2 | 2 | 004:100 | −6    | 02:60  |
| Stand: 15. November 1967 (Endstand) |         |     |   |   |   |         |       |        |

| 29. Juli 1967   | Guinea  | – | Senegal | 3:0 |
| 2. August 1967  | Senegal | – | Liberia | 4:1 |
| 16. August 1967 | Liberia | – | Guinea  | 2:2 |

Entscheidungsspiel
| Datum             |         | Ergebnis |        |
| ----------------- | ------- | -------- | ------ |
| 22. November 1967 | Senegal | 2:1      | Guinea |

### Gruppe 2
| Pl.                    | Land      | Sp. | S | U | N | Tore    | Diff. | Punkte |
| ---------------------- | --------- | --- | - | - | - | ------- | ----- | ------ |
| 1.                     | Algerien  | 4   | 4 | 0 | 0 | 009:200 | +7    | 08:0   |
| 2.                     | Mali      | 4   | 2 | 0 | 2 | 005:400 | +1    | 04:40  |
| 3.                     | Obervolta | 4   | 0 | 0 | 4 | 002:100 | −8    | 0:80   |
| Stand: 1967 (Endstand) |           |     |   |   |   |         |       |        |

| 1967 | Algerien  | – | Mali      | 1:0 |
| 1967 | Mali      | – | Obervolta | 4:0 |
| 1967 | Obervolta | – | Algerien  | 1:2 |

### Gruppe 3
| Pl.                    | Land          | Sp. | S | U | N | Tore    | Diff. | Punkte |
| ---------------------- | ------------- | --- | - | - | - | ------- | ----- | ------ |
| 1.                     | Côte d’Ivoire | 4   | 3 | 1 | 0 | 007:000 | +7    | 07:10  |
| 2.                     | Nigeria       | 4   | 1 | 1 | 2 | 004:500 | −1    | 03:50  |
| 3.                     | Togo          | 4   | 1 | 0 | 3 | 003:900 | −6    | 02:60  |
| Stand: 1967 (Endstand) |               |     |   |   |   |         |       |        |

| 1967 | Côte d’Ivoire | – | Nigeria       | 2:0 |
| 1967 | Nigeria       | – | Togo          | 4:2 |
| 1967 | Togo          | – | Côte d’Ivoire | 0:2 |

### Gruppe 4
Übersicht

|  | Halbfinale | Halbfinale        | Halbfinale | Halbfinale | Halbfinale |  |  | Finale | Finale | Finale | Finale | Finale |
|  |            |                   |            |            |            |  |  |        |        |        |        |        |
|  |            |                   |            |            |            |  |  |        |        |        |        |        |
|  |            | VAR               | 3          | 2          | 5          |  |  |        |        |        |        |        |
|  |            | Königreich Libyen | 2          | 2          | 4          |  |  |        |        |        |        |        |
|  |            |                   |            |            |            |  |  |        | VAR    | 1      | —      | —      |
|  |            |                   |            |            |            |  |  |        | Uganda | 0      | —      | —      |
|  |            | Uganda            | 2          | 3          | 5          |  |  |        |        |        |        |        |
|  |            | Kenia             | 1          | 3          | 4          |  |  |        |        |        |        |        |
|  |            |                   |            |            |            |  |  |        |        |        |        |        |

Halbfinale
| Datum |        | Gesamt |                   | Hinspiel | Rückspiel |
| ----- | ------ | ------ | ----------------- | -------- | --------- |
| 1967  | VAR    | 5:4    | Königreich Libyen | 3:2      | 2:2       |
| 1967  | Uganda | 5:4    | Kenia             | 2:1      | 3:3       |

Finale
| Datum |        | Gesamt |     | Hinspiel | Rückspiel |
| ----- | ------ | ------ | --- | -------- | --------- |
| 1967  | Uganda | 1 — 1  | VAR | 0:1      | —         |

### Gruppe 5
| Pl. | Land           | Sp. | S | U | N | Tore    | Diff. | Punkte |
| --- | -------------- | --- | - | - | - | ------- | ----- | ------ |
| 1.  | Republik Kongo | 3   | 2 | 1 | 0 | 003:200 | +1    | 05:10  |
| 2.  | Tunesien       | 4   | 1 | 1 | 2 | 005:300 | +2    | 03:50  |
| 3.  | Kamerun        | 3   | 1 | 0 | 2 | 003:600 | −3    | 02:40  |

| 05.02.1967 | Tunesien       | – | Kamerun        | 4:0 |
| 19.02.1967 | Tunesien       | – | Republik Kongo | 1:1 |
| 02.08.1967 | Republik Kongo | – | Kamerun        | 2:1 |

* Tunesien trat nicht an. Kongo wurde zum Sieger erklärt.

### Gruppe 6
Halbfinale
| Datum |          | Gesamt |           | Hinspiel | Rückspiel | 3. Spiel |
| ----- | -------- | ------ | --------- | -------- | --------- | -------- |
| 1967  | DR Kongo | 5:4    | Sudan     | 3:2      | 0:1       | *2:1 *   |
| 1967  | Tansania | 2:1    | Mauritius | 1:0      | 1:1       |          |

Finale
|          | Gesamt |          | Hinspiel | Rückspiel |
| -------- | ------ | -------- | -------- | --------- |
| DR Kongo | **     | Tansania |          |           |